# Come Out and Play (canção)
"Come Out and Play" é um single da banda estadunidense The Offspring, lançado em 1994 pela gravadora independente Epitaph Records.

## Faixas[3]

### CD e Vinil (10 polegadas)
1. "Come Out and Play" - 3:17
2. "Session" - 2:33
3. "Come Out and Play" (versão acústica) - 1:31

### Vinil (7 polegadas)
1. "Come Out and Play" - 3:17
2. "Session" - 2:33